# Aquismón (község)
Aquismón község Mexikó San Luis Potosí államának délkeleti részén. 2010-ben lakossága kb. 47 000 fő volt, ebből mintegy 2000-en laktak a községközpontban, Aquismónban, a többi 45 000 lakos a község területén található 172 kisebb-nagyobb településen élt.

## Fekvése
A község San Luis Potosí állam délkeleti részén található, Querétaro állam határán. Keleti, 100 méteres tengerszint feletti magasság alatt fekvő része már a Mexikói-öböl mentén húzódó parti síksághoz tartozik, de a község területének nagy részén a Keleti-Sierra Madre hegyláncai emelkednek, melyek az 1600 m-es magasságot is megközelítik. Ezen a részen tátong a község egyik fő turisztikai látványossága, a Fecskefészek-barlang. A csapadék éves mennyisége az alacsonyabb vidékeken 1500 mm körüli, a hegység egyes részein akár ennek kétszerese is lehet. Három legfőbb folyója az Arroyo Seco, a Coy és a Gallinas. Ez utóbbi torkolatánál található egy másik fontos turisztikai célpont, a Tamul-vízesés. Az alacsonyabb vidékeket főként rétek, legelők borítják (ezek a község teljes területének 22%-át teszik ki), 61%-ot vadon borít.

## Népesség
A község lakóinak száma a közelmúltban folyamatosan növekedett, a változásokat szemlélteti az alábbi táblázat:
| Év   | Lakosság |
| ---- | -------- |
| 1990 | 35 773   |
| 1995 | 38 063   |
| 2000 | 42 782   |
| 2005 | 45 074   |
| 2010 | 47 423   |

## Települései
A községben 2010-ben 173 lakott helyet tartottak nyilván, de nagy részük igen kicsi: 45 településen 10-nél is kevesebben éltek. A jelentősebb helységek:
| Település                | Lakosság (2010) |
| ------------------------ | --------------- |
| Tampate                  | 3359            |
| Aquismón (községközpont) | 2127            |
| Tamcuime                 | 2080            |
| Tampemoche               | 1868            |
| San Pedro de las Anonas  | 1484            |
| Tanute                   | 1424            |
| El Zopope                | 1271            |
| El Aguacate              | 1117            |
| Paxaljá                  | 1062            |
| Tamápatz                 | 1004            |